# Květa Cempírková

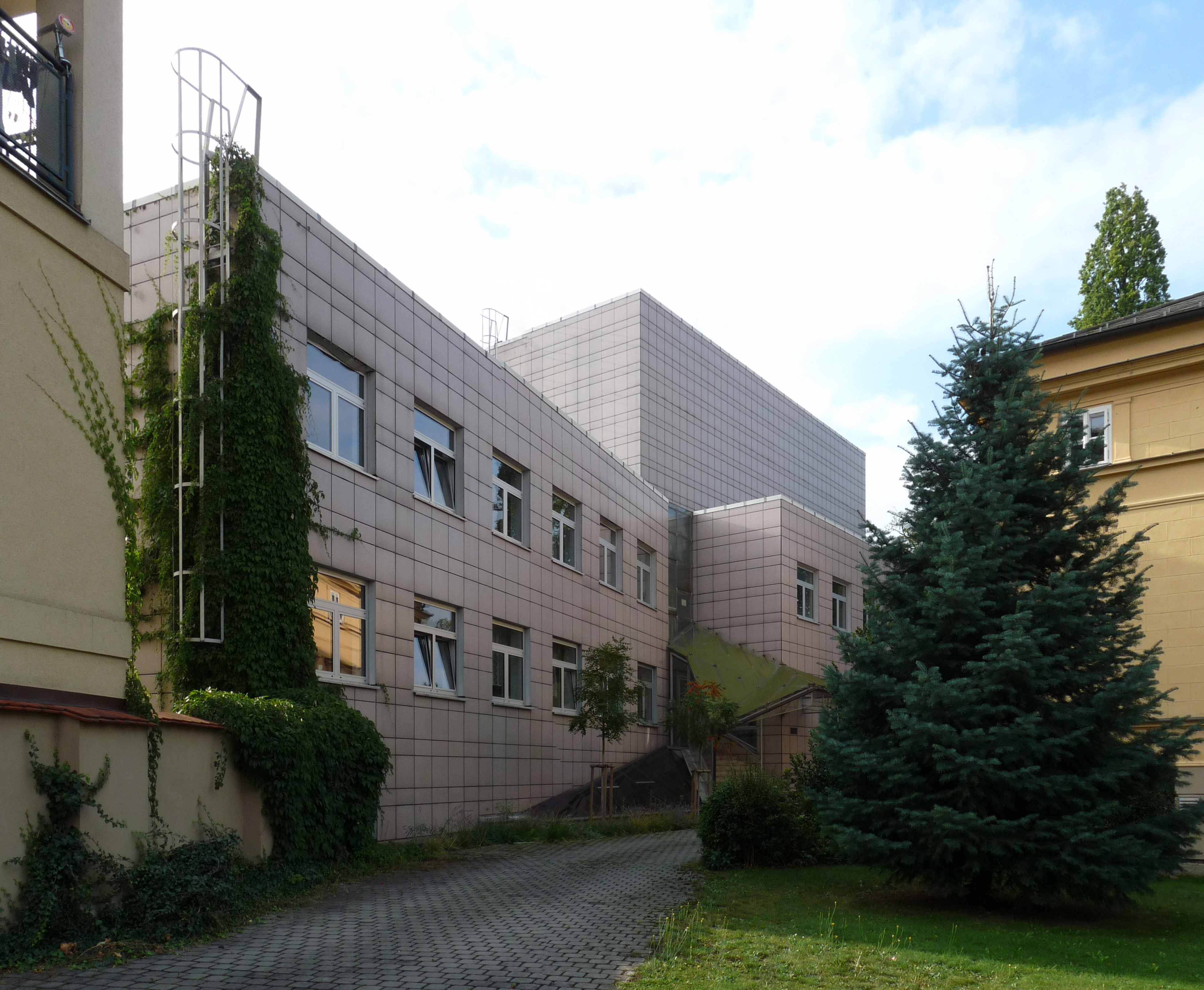
Sklad a administrativní budova knihovny Na Sadech

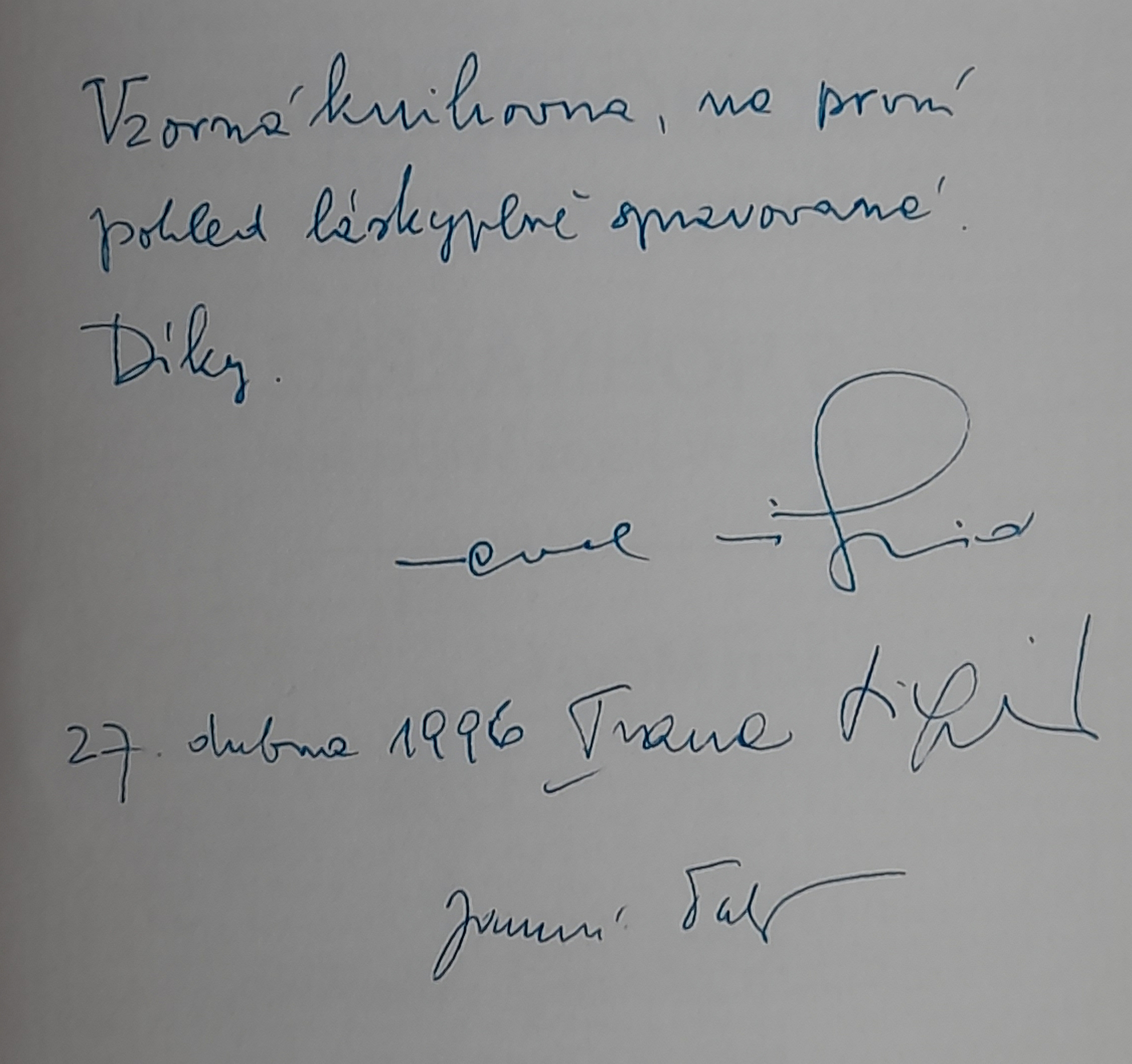
Návštěvní kniha Jihočeské vědecké knihovny v Českých Budějovicích s podpisy ministrů kultury Pavla Tigrida a Jaroslava Talíře

Květa Cempírková je česká knihovnice a ředitelka Jihočeské vědecké knihovny v Českých Budějovicích.

## Životopis
Narodila se 10. května 1948 v Českých Budějovicích, kde celý život žije a působí.
V roce 1967 absolvovala denním studiem Střední knihovnickou školu v Praze, dálkově studovala Filozofickou fakultu Univerzity Karlovy, obor knihovnictví a vědecké informace. Diplomovou práci zpracovala a obhájila v roce 1982 na téma Dějiny Státní vědecké knihovny v Českých Budějovicích, kam nastoupila v roce 1967 (tehdy ještě Krajská knihovna v Českých Budějovicích) do vědeckého oddělení. V knihovně pracovala na různých odborných pozicích do roku 1975. V letech 1975 se stala ředitelkou tehdy Krajské knihovny v Českých Budějovicích, ředitelkou zůstala do odchodu do důchodu v roce 2012. Na pozici ředitelky ji doporučila při svém odchodu v roce 1975 tehdejší ředitelka PhDr. Jiřina Houdková.

## Profesní životopis

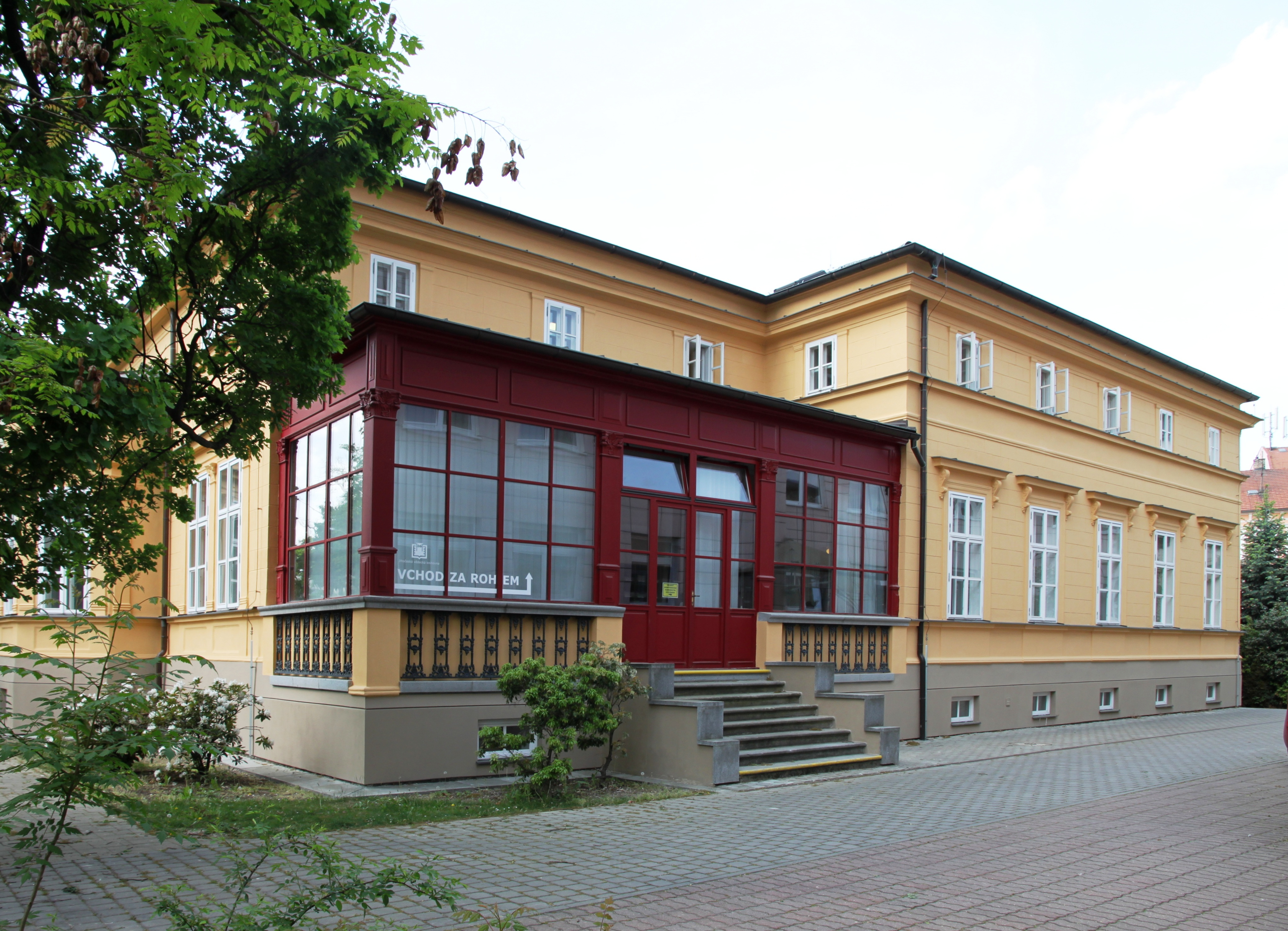
Jihočeská vědecká knihovna, budova Eggertovy vily v ulici Na Sadech

V pozici ředitelky působila v letech 1975 - 2012. Po odchodu do důchodů zůstala pracovat na částečný úvazek a odborně zpracovala sbírku ex libris Svatopluka Samka uloženou v knihovně a čítající 13 000 lístků.
Během její éry knihovna změnila název a svého zřizovatele - nejprve Krajská knihovna v Českých Budějovicích, zřizovatel Krajský národní výbor do roku 1991 (název na Státní vědecká knihovna byl změněn v roce 1979), v letech 1992 - 2001 bylo zřizovatelem Státní vědecké knihovny v Českých Budějovicích Ministerstvo kultury České republiky. Od roku 2002 Jihočeskou vědeckou knihovnu v Českých Budějovicích zřizuje Jihočeský kraj.
Do roku 2001 knihovna měla ve správě i areál zrušeného kláštera cisterciáků ve Zlaté Koruně, v němž v letech 1979 - 2001 byla knihovnou instalována stálá literární expozice Písemnictví v jižních Čechách a současně v té době byly, rovněž z rozpočtu knihovny, stavebně opraveny klášterní budovy. Dnes je klášter ve správě Národního památkového ústavu. Jihočeská vědecká knihovna v něm má detašované pracoviště a trezorovou místnost se sbírkou rukopisů a starých tisků.

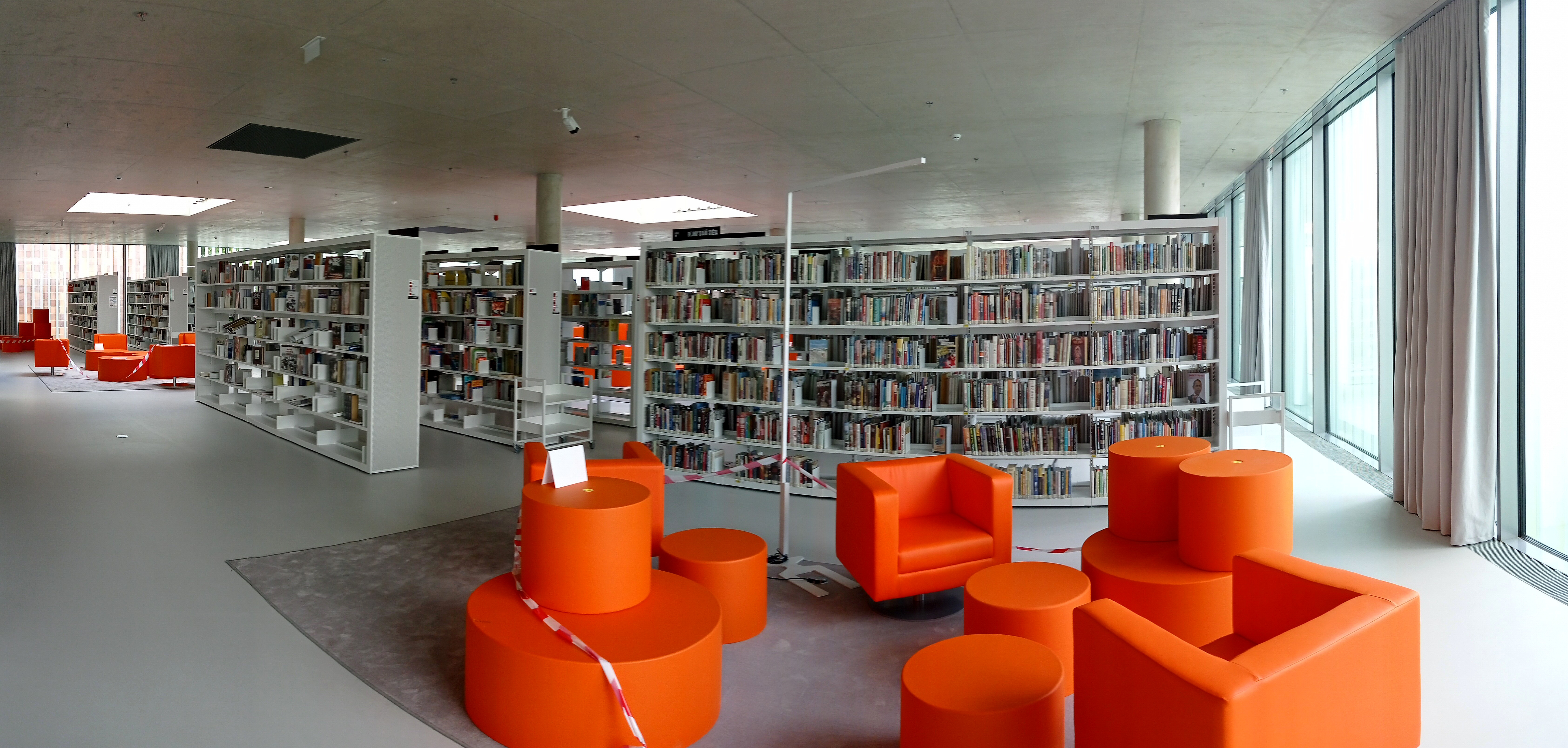
Interiér knihovny v ulici Lidická

Koncem 80. let připravila ve spolupráci s architekty Jiřím Stříteckým a Martinem Krupauerem projekt rekonstrukce a dostavby knihovny, ze které se podařilo před listopadem 1989 postavit sklad knih v Kněžských Dvorech ( a v roce 2007 rozšířit tento sklad pro jeden mil. svazků) a v roce 1993 dokončit u historické budovy knihovny Na Sadech sklad pro 650.000 svazků s administrativním zázemím. Ostatní stavby z projektu se vzhledem k přestěhování vědecké části knihovny do bývalého Muzea dělnického hnutí již neuskutečnily. Po přestěhování části knihovny zajistila finanční prostředky a výběrovým řízením i projekt a dodavatele rekonstrukce historické budovy Na Sadech. Ta byla otevřena jako „Knihovna pro město“ 9. září1999 pro veřejnost.
Připravila se svými spolupracovníky a uváděla řadu výstav jihočeských výtvarníků ve výstavních síních ve Zlaté Koruně či v Českých Budějovicích, podílela se na vydávání odborných publikací a katalogů.
Po roce 1989 knihovna do své správy získala budovu bývalého Muzea dělnického hnutí v Českých Budějovicích, do které byla umístěna vědecká část knihovny včetně prostorů pro uživatele, studovny, přednáškového sálu, regionální studovny a regionálního fondu jižních Čech.
Knihovny patřily mezi první instituce, které byly připojeny již koncem 90. let 20. století k internetu, k nim patřila i Jihočeská vědecká knihovna v Českých Budějovicích.
Byla členkou Ústřední knihovnické rady, ústřední soutěžní komise Budujeme vzornou lidovou knihovnu (BVLK). V letech 1967-1970 byla členkou Svazu knihovníků a nakladatelských pracovníků, od roku1990 je individuálním členem Svazu knihovníků a informačních pracovníků (SKIP). Po roce 1990 pracovala v odborných komisích Ministerstva kultury ČR a Ministerstva školství ČR.
Státní vědecká knihovna v Českých Budějovicích byla v roce 1992 spolu s dalšími tehdejšími sedmi vědeckými knihovnami zakládajícím členem Sdružení knihoven České republiky (SDRUK), Květa Cempírková byla členkou Rady SDRUK a místopředsedkyní Nadace knihoven a za zásluhy o vznik a činnost těchto organizací jí byla v roce 2000 udělena medaile Zd. V. Tobolky.
V roce 2001 knihovna vytvořila elektronický projekt Kohoutí kříž, Překladatel německy psané literatury o Šumavě je pracovník a bibliograf knihovny Jan Mareš. V roce 2003 získala za tento projekt v rámci ocenění Knihovna roku udělovaného Ministerstvem kultury diplom v kategorii „Významný počin v oblasti poskytování veřejných a informačních služeb”.
Při rozsáhlých povodních v roce 2002 řídila záchranné práce v knihovně.
V roce 2003 obdržela pamětní medaili Moravské zemské knihovny v Brně, v roce 2004 pamětní medaili Z.V. Tobolky udělovanou Sdružením knihoven ČR a Nadací knihoven za rozvoj českého knihovnictví, v roce 2005 pamětní medaili Přemysl Otakar II (uděleno Vysokou školou evropských a regionálních studií v Českých Budějovicích za spolupráci ve vzdělávání) a v roce 2011 pamětní medaili Petr Vok, poslední z rodu Rožmberků (uděleno Vysokou školou evropských a regionálních studií v Českých Budějovicích za spolupráci ve vzdělávání a za vydání publikace Knížka rožmberská).